# 韋舍山

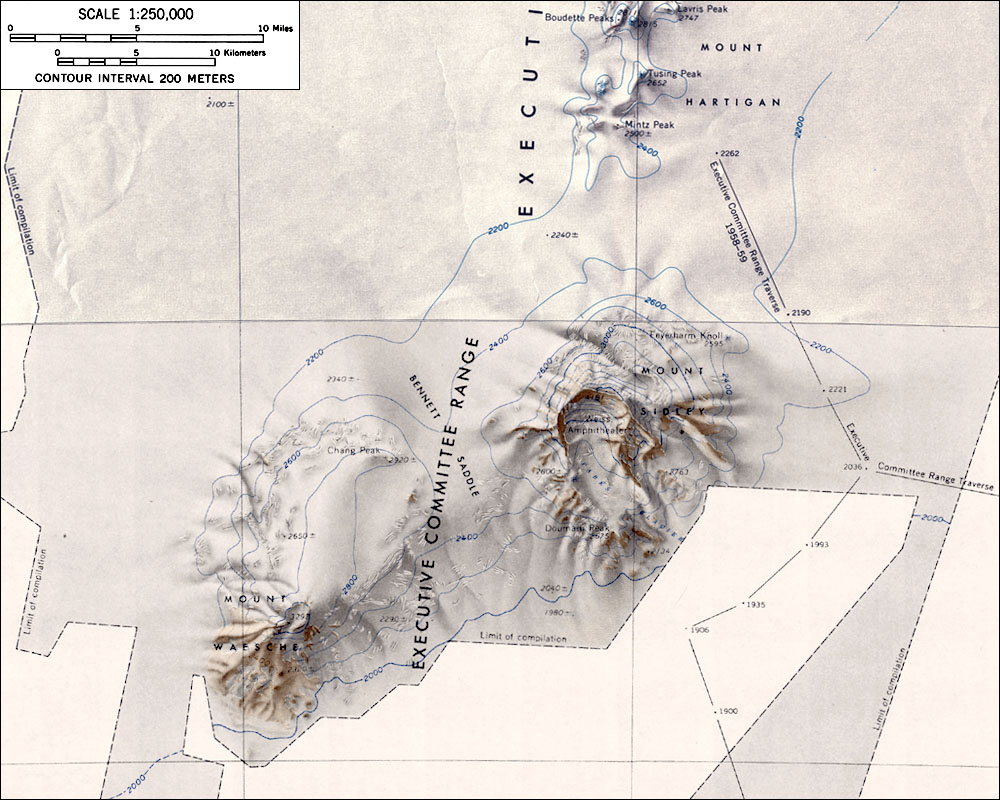

77°10′S 126°54′W / 77.167°S 126.900°W
韋舍山（英語：Mount Waesche）是南極洲的山峰，位於瑪麗伯德地，屬於執委山脈的一部分，處於西德利火山西南面，海拔高度3,292米，在1940年12月15日由美國探險隊發現。